# Limosina nigroscutellata
Limosina nigroscutellata är en tvåvingeart som först beskrevs av Oswald Duda 1925.  Limosina nigroscutellata ingår i släktet Limosina och familjen hoppflugor.
Artens utbredningsområde är Etiopien. Inga underarter finns listade i Catalogue of Life.